# Elton John’s Greatest Hits Vol. 3
Elton John’s Greatest Hits Vol. 3 – kompilacyjny album brytyjskiego muzyka Eltona Johna, wydany w 1987 tylko w Stanach Zjednoczonych i w Kanadzie. Zawiera niektóre z największych przebojów pianisty wydanych w przedziale 1979–1986. Album został wydany krótko po powrocie Eltona do swej dawnej amerykańskiej wytwórni płytowej – MCA Records.
Jedna trzecia zawartych na płycie piosenek pochodzi z wydanego w 1983 albumu Too Low For Zero, który zaraz po ukazaniu się spotkał się z bardzo krytycznymi opiniami, lecz mimo to dobrze się sprzedał. Poza tym na płycie pojawiły się też utwory nowsze (z 1986), które odniosły mniejszy sukces komercyjny jak Wrap Her Up i Heartache All Over the World, a także pochodzący z 1978 Part Time Love i z 1981 – Nobody Wins. Ponadto kompilacja zawiera dwa utwory nagrane jeszcze z czasów współpracy z MCA Records, Mama Can't Buy You Love z 1979 (naprawdę nagrane w 1977) i Little Jeannie z 1980.
W 1992 album został wycofany i zastąpiony inną kompilacją Greatest Hits 1976-1986. Znalazły się tam Don't Go Breaking My Heart i Sorry Seems to Be the Hardest Word, a także pochodzące z 1984 Who Wears These Shoes. Natomiast Heartache All Over The World, które okazało się klapą oraz Too Low For Zero zostały usunięte.

## Spis utworów
1. „I Guess That's Why They Call It The Blues”
2. „Mama Can't Buy You Love”
3. „Little Jeannie”
4. „Sad Songs (Say So Much)”
5. „I'm Still Standing”
6. „Empty Garden (Hey Hey Johnny)”
7. „Heartache All Over The World”
8. „Too Low For Zero”
9. „Kiss The Bride”
10. „Blue Eyes”
11. „Nikita”
12. „Wrap Her Up”